# Bronchus principalis dexter
Bronchus principalis dexter utgör högra lungans första bronkgeneration och är sannolik lokal för föremål som av misstag andas in i lungan (exempelvis jordnötter) och ger obstruktion. Bronchus principalis dexter kallas även höger huvudbronk.